# Nokia X6
El Nokia X6 es un teléfono móvil táctil centrado en la música. Fue anunciado por primera vez en septiembre de 2009 durante el “Nokia World 2009” en Alemania.
El X6 reemplaza al Nokia 5800 como buque insignia de los modelos centrados en la música de Nokia. Aunque los dos están por debajo del modelo táctil de gama alta N97.
El X6 y el X3 son los primeros dispositivos de la recién creada X series. Antes de las X series los modelos centrados en la música de Nokia se llamaban XpressMusic.
El X6 original incluye el programa “Comes With Music” y una licencia para descargas ilimitadas en el Nokia Music Store. La versión “Comes With Music” fue lanzada al mercado a finales de 2009 con un precio estimado de 605 euros. La versión sin “Comes With Music” se lanzó por 200 euros menos el 23 de febrero de 2010. Esta versión solo tiene 16 Gb de almacenamiento. 
El X6 es notable por ser más fino que el 5800 (13.8 mm), además de poseer pantalla Capacitiva y Por comodidad en la red, tiene fácil acceso a redes como Facebook, MySpace, Ovi, Yahoo IM, VK, Windows Live y alguna más.

## Características
- Tamaño: 111 x 51 x 13.8 mm
- Peso: 122 gramos
- Display: 3.2 pulgadas (8,1cm), 16:9 widescreen nHD, (IPP 229.469)
- Resolución: nHD (640 × 360 pixeles)
- Pantalla táctil capacitiva TFT , 16M colores, resistente a los arañazos de la pantalla de cristal
- Symbian OS v9.4
- Series 60 rel. 5
- CPU 434 MHz de procesador ARM 11
- WCDMA, GPRS/EDGE, HSDPA
- GSM 850 / 900 / 1800 / 1900
- HSDPA 900 / 1900 / 2100 - excl. Lat. América & Brasil
- GPRS Clase 32
- BORDE  Clase 32
- 3G HSDPA, 3.6 Mbps
- WLAN Wi-Fi 802.11 b / g, UPnP
- Flash Lite 3.0
- Bluetooth version 2.1, A2DP
- (32,16,8 GB) de almacenamiento, 128 MB de RAM
- 'No hay Ranura para tarjeta SD'
- GPS, con el apoyo de A-GPS, Ovi Maps 3.0
- Cámara de 5 megapixeles con óptica Carl Zeiss Tessar, autofocus (2592 x 1944 pixeles)
- Grabación de video hasta VGA(640 x 480 pixeles) 30fps
- Soporta Geoetiquetado
- Flash de doble LED
- 4x Digital zum
- Cámara secundario: Foto QVGA(320 x 240 pixeles), Video hasta QCIF(176 × 144 pixeles) 15fps  Videollamadas
- Altavoces estéreo con efectos de sonido 3D integrado (chip de audio dedicado para calidad de sonido de alta fidelidad tan clara como el cristal)
- Micro-USB de alta velocidad
- TV Out (Salida de TV)
- Radio FM Stereo con RDS
- Grabadora de voz
- Sensor automático de orientación (Acelerómetro) para rotación de la pantalla (2 ejes)
- Sensor de proximidad para autoapagado
- Eficiencia energética: Modo de ahorro de energía, sensor de luz ambiental
- Soporta Ovi Music
- Batería : BL-5J 1320 mAh Li-Ion battery

## Otros servicios, características y aplicaciones
- Editor de vídeo e imagen, Centro de vídeo, Descargas (donde la Tienda Ovi no esté soportada), Asistente de configuración de Email, Nokia Maps 3.0, Búsqueda En línea
- Servicios Ovi: Nokia Music Store, Tienda Ovi, Nokia Messaging, Ovi Maps, Ovi Share, Ovi Contacts, Ovi Files, Ovi Suite 1.1 for PC
- Soporta aplicaciones Symbian (.sis) y Java
- Incluidos tres juegos: Spore de EA, y Asphalt4 y DJ Mix Tour de Gameloft

### Tiempo de uso
- Hablando: Hasta 8 horas
- En espera: Hasta 406 horas
- Reproducción de música: Hasta 35 horas
- Reproducción de vídeo: Hasta 4 horas